# MK 45
MK 45 – 8-bitowy mikrokomputer przeznaczony do prac biurowych produkowany od 1984 w MERA-KFAP w Krakowie pracujący pod nadzorem systemu operacyjnego CP/M 2.2.
Typowa konfiguracja składała się z jednostki centralnej z mikroprocesorem MCY7880 (odpowiednika Intel 8080), monitora ekranowego na bazie telewizora Neptun 156, podwójnego napędu dyskietek elastycznych 8 calowych, drukarki mozaikowej MERA DZM 180, lub D100 i klawiatury.
Był też opcjonalnie podłączany RAM-DISK.
Później podłączano stację dyskietek 5¼ cala, dzięki czemu można było kopiować dane na dyskietki występujące w nowszych zestawach mikrokomputerów IBM PC. 
Komputer MK 45 był wykorzystywany jako stacja wprowadzania danych zamiast czytnika kart  dziurkowanych w zestawie Odra 1305.
Cena w 1987 r. kompletu ze stacją dyskietek 2×8″ 1 500 000 zł.